# Boninvest
De Boninvest is een straat in Brugge.

## Beschrijving
De straat die van de Coupure naar de Gentpoortstraat loopt, langs de omwalling en de Ringvaart, maakte oorspronkelijk deel uit van het Hoogstuk, straat die zich uitstrekte van de Ganzenstraat tot aan de Gentpoort.
Stilaan begon men dit straatdeel hetzij Boninvest, hetzij Boninswal te noemen. Zo bijvoorbeeld:
- 1346: van een whegelkin tenden Boninswalle;
- 1410: een husekin staende op Boninswal.

Bonin was de naam van een van de voornaamste middeleeuwse Brugse families, die een kasteelgoed bewoonde op de Boninswal en ook aldus genoemd werd. Boninvest verwees naar de wallen die errond opgericht stonden. Dit landgoed is te zien op de kaart van Marcus Gerards van 1562.
Het gedeelte vesting, langs de gracht of vaart, werd niet, zoals elders, in de 19de eeuw omgebouwd tot promenade. Het stadsbestuur maakte er gebruik van om stedelijke diensten een plaats te bieden: de begrafenissendienst met zijn paarden en lijkkoetsen, de ruim- en reinigingsdiensten met hun paarden en karren, de stadsweegbrug, de schuthok voor huisdieren enz. Nabij de Gentpoort stond in de negentiende eeuw en tot in 1950 een fabrieksgebouw dat op cijnsgrond was opgetrokken.
De gebouwen aan de Boninvest palend aan de ringvaart werden in 2021 door de stad opgekocht en het plan is deze gebouwen binnen een paar jaar te verwijderen. Zo zou weer een brede vest of wal ontstaan tussen de Gentpoort en de Coupure.

## Buiten Boninvest
Aan de overkant van de vaart ligt de Buiten Boninvest, waar nog weinig van overblijft sinds ze geïncorporeerd is in de stadsring R30. Die vest, nu baan geworden, loopt van de Gentpoort tot aan het zogenaamde IJzeren Hek, waar de naam Buiten Kazernevest wordt.

## Literatuur

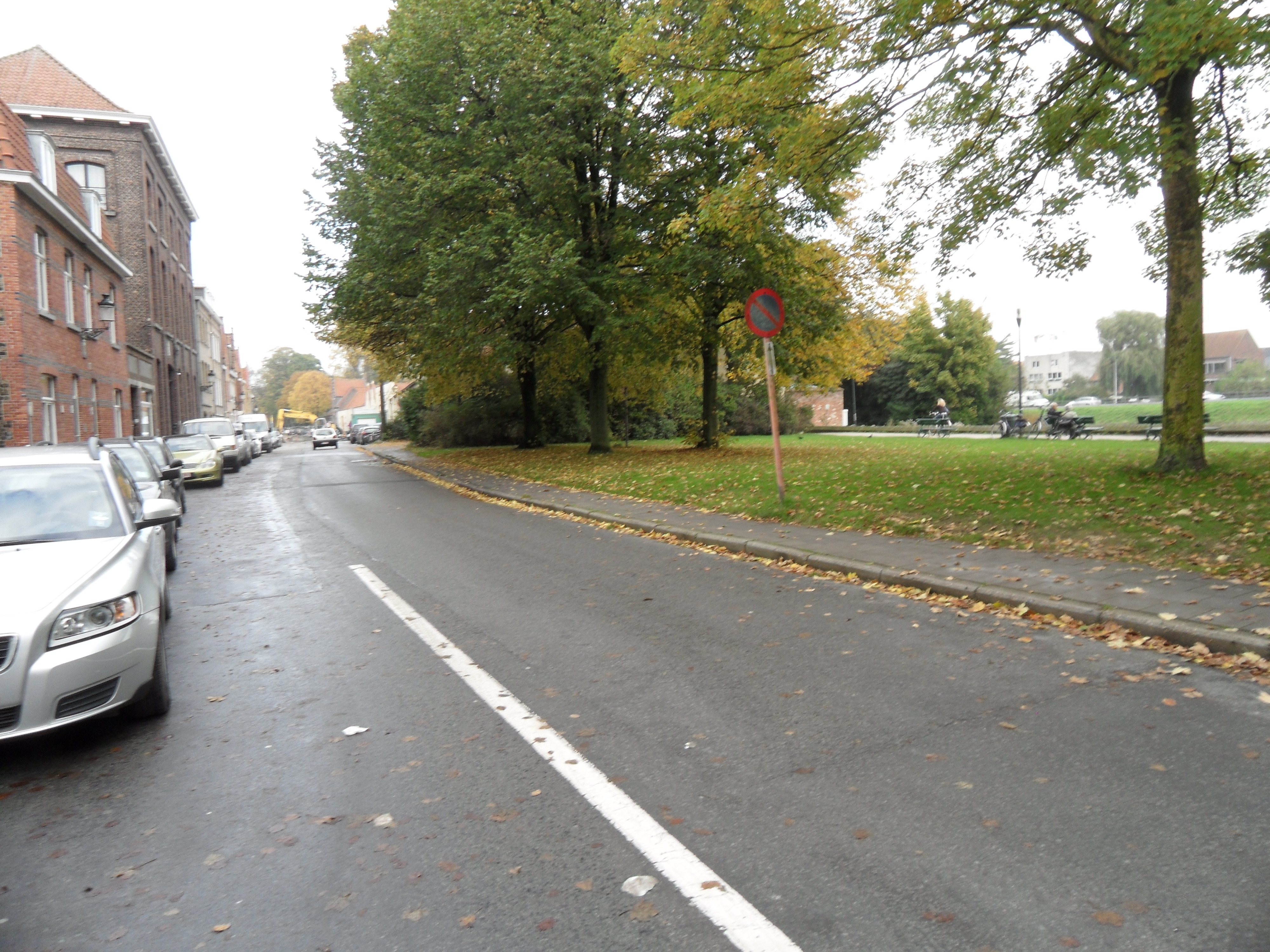
De Boninvest, gezien van bij de hoek met de Gentpoortstraat
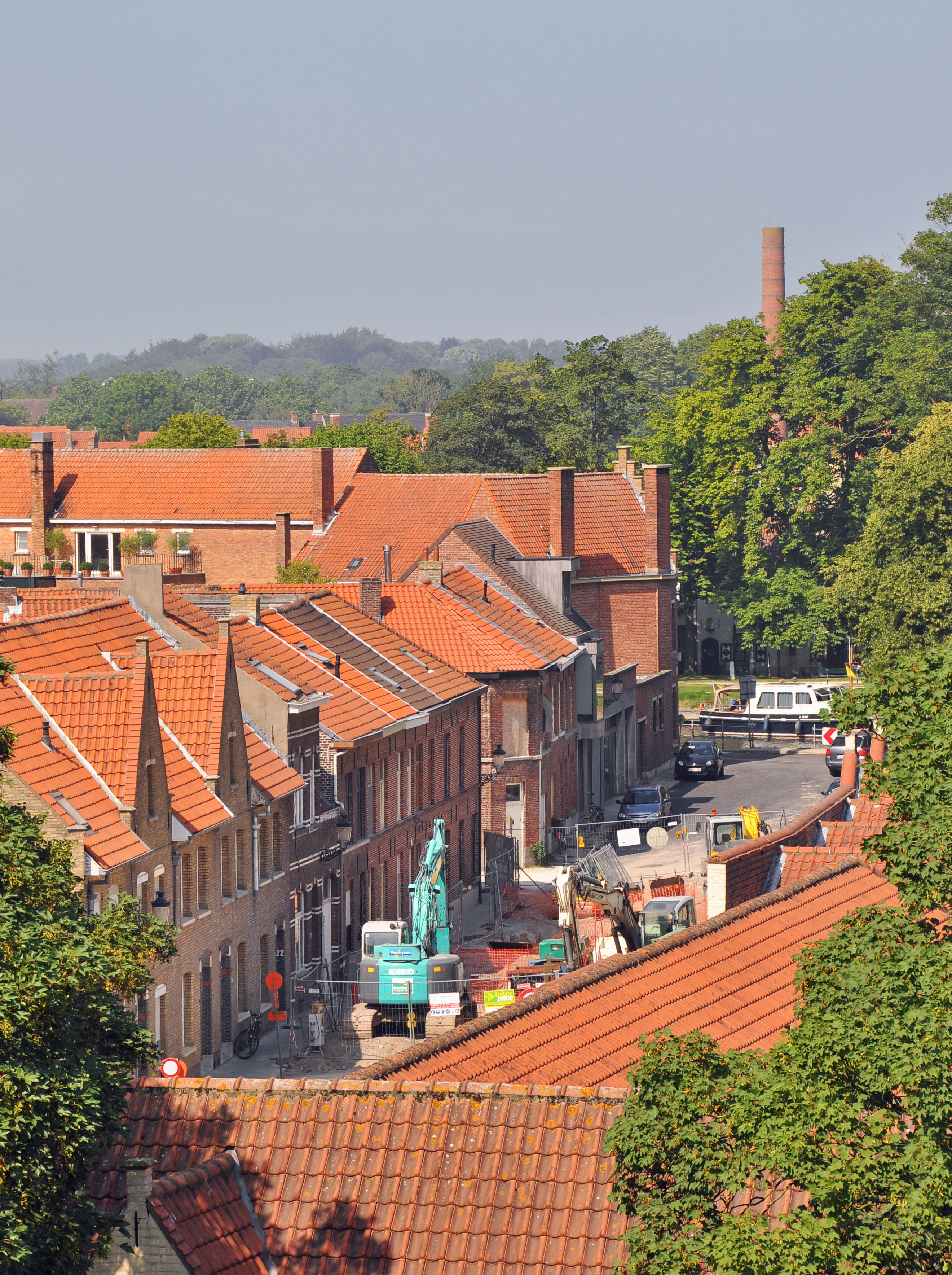
De Boninvest, gezien van op de Gentpoort